# مس. (مجلة)
مس. هي مجلة نسوية ليبرالية أمريكية التي شاركت في تأسيسها الموجة النسوية الثانية والناشطتان في علم السياسة الأجتماعية غلوريا ستاينم ودوروثي بيتمان هيوز. المؤسسين المحررين ليتي كوتين بوجريبين، ماري ثوم، باتريشيا كاربين، جوان إدغار، نينا فنكلستين، وماري بيكوك. مس. ظهرت للمرة الأولى في عام 1971 باعتبارها إدراج في مجلة نيويورك. ظهرت أول قضية قائمة بذاتها في يناير 1972 بتمويل من محرر نيويورك كلاي فيلكر. في الفترة من يوليو 1972 حتي 1987، ويبدو على أساس شهري.
أثناء أوجها في السبعينيات، تمتعت بشعبية كبيرة ولكنها لم تكن دائما قادرة على التوفيق بين المخاوف الأيديولوجية مع الاعتبارات التجارية. منذ عام 2001، وقد نشرت المجلة من قبل مؤسسة الأغلبية النسوية، ومقرها في لوس انجليس وأرلينغتون بولاية فيرجينيا.

## الأصول
وقد أوضحت إحدى المؤسسات غلوريا ستاينم الدافع لبدء مجلة مس.، وقالت: «أدركت كصحفية أنه ليس هناك أي شيء للمرأة لقرائته والتي كانت تسيطر عليها النساء، وهذا سبب بالنسبة لي جنبا إلى جنب مع عدد من النساء الأخريات لنبدأ مجلة مس.» أما بالنسبة لأصل الاسم الذي تم اختياره للمجلة، قالت انها قد ذكرت، " كنا سنطلق عليها 'سوجورنر'، على سوجورنر تروث، ولكن كان ينظر إليها على أنها مجلة السفر. ثم كنا سنسميها " الأخوات «، ولكن هذه كان ينظر إليها على أنها مجلة دينية. وأستقرينا على» مس. (السيدة)«لأنه كان رمزيا، وكذلك كان قصيراً، وهو امر جيد لشعار.»
واقترحت عنوان مجلة مس. صديقة غلوريا ستاينم التي سمعت هذا المصطلح في حديث للإذاعة WBAI وأقترحته عنواناً للمجلة الجديدة. تمت ترقية الأستخدام الحديث لمس. باعتبارها شرفية من قبل شيلا مايكلز. وكانت شيلا، لأبوين غير متزوجين ببعضها البعض، والتي لم تتبنى من قبل زوج أمها، تصارعت طويلا للعثور على لقب يعكس وضعها: لا يكون «مملوك» من قبل أب ولا ترغب أن يكون «مملوك» من قبل زوج. تم تجاهل جهودها لتعزيز استخدامها في الحركة النسائية الناشئة. في عام 1971، خلال فترة هدوء في مقابلة مع مجموعة «النسويات»، اقترحت شيلا مايكلز استخدام لقب «مس.» (بعد أختيار النطق الحالي على حد سواء في ولاية ميسوري، منزلها).
احتدم الجدل في وقت مبكر من السبعينيات على اللقب «الصحيح» للنساء. وكان للرجال "Mr." الذي لم يعط أي مؤشر على حالته الزوجية منذ كان عنوان المصطلح الرسمي "master" لرجل غير متزوج انخفضت إلى حد كبير في الأستخدام. الآداب والممارسات التجارية طالبت النساء باستخدام إما «Miss» أو «Mrs» العديد من النساء لا يردن تحديد حالتهن الزوجية، وبالنسبة لعدد متزايد من النساء اللاتي حافظن على اسم العائلة بعد الزواج، لم يكن أي من هذان اللقبان العنوان الصحيح أمام أسمائهن.
من عام 1972 حتى عام 1988 كانت سوزان براون ليفين رئيسة التحرير الأولى ل«مس.». 

## معالم تاريخية
وقدمت «مس.» التاريخ في عام 1972 عندما نشرت أسماء النساء اعترفن بالإجهاض عندما كان لا يزال إجراء غير قانوني في معظم الولايات المتحدة. في وقت لاحق من العام، قنن رو ف. ويد الإجهاض في جميع أنحاء البلاد. ومن المفارقات، أيضا في عام 1972، كان مؤلف روايات الخيال العلمي صامويل د. ديلاني يخطط  لكتابة فصل للكتاب الهزلي المرأة المعجزة والتي تكفلت فيه المرأة المعجزة بحماية عيادة للإجهاض. تم إلغاء هذه القصة بسبب تدخل غلوريا ستاينم - إستنكارها من المرأة المعجزة بسبب الزي باعتبارها دعاية وعذر لديلاني لإزالته من الكتاب الهزلي وإلغاء القصة المثيرة للجدل.
جعلت قصة غلاف 1976 على النساء المعنفات مس. المجلة الوطنية الأولى للتصدي لقضاياالعنف المنزلي. ظهرت صورة الغلاف امرأة ذات وجه مليء بالكدمات.
ولحقت مصداقية مس. أضراراً في الثمانينيات والتسعينيات عندما أكتسحت في الرعاية النهارية لموجة الأعتداء الجنسي والهلع الأخلاقي بشأن أعتداءات الطقوس الشيطانية.
ظهرت عريضة «نحن أجهضنا» بقضية أكتوبر 2006 كجزء من قصة الغلاف. العريضة أحتوت على تواقيع أكثر من 5.000 امرأة أعلنَّ إجهاضن وكنَّ «قد قررنَّ بلا حياء»، بما في ذلك الممثلات إيمي برينيمان وكاثي نجيمي، والكوميدية كارول يفر، وغلوريا ستاينم نفسها.

## الملكية الأخيرة
في عام 1987، تم شراؤها من قبل فيرفاكس، وهي شركة أعلامية إسترالية، التي ثبتت مدير فرعها في الولايات المتحدة، لساندرا ييتس، للإشراف على افتتاحية المجلة والتحويل المالي. في عام 1989، شعرت بالقلق إزاء 'غلاف شير' محور إدارة التحرير آن سمرز، اشترتها نسويات أمريكا مرة أخرى وبدأت بنشر المجلة بدون إعلانات.
روبن مورغان ومارسيا آن غيليسبي خدمن كمحررات في رئاسة المجلة. كانت مارسيا غيليسبي أول امرأة أميركية من أصول إفريقية تترأس مس. لفترة، وقد نُشرت المجلة من قبل شركة اتصالات ماكدونالد، التي نشرت أيضا مجلات المرأة العاملة والأم العاملة. عُرفت منذ نشأتها بتحليل فريد للنسوية من الأحداث الجارية، فإن التغيير الذي حصل في عام 1991 أدى إلى تنسيقات خالية من الاعلانات كذلك جعلها معروفة بفضح العنصر المتحكم الذي يؤكده العديد من المعلنين على المحتوى في المجلات النسائية.
في عام 1998، أنشأت غلوريا ستاينم ومستثمرين آخرين ليبرتي ميديا التي وجهت المجلة تحت ملكية مستقلة. وظلت خالية من الاعلانات وحصلت على العديد من الجوائز، بما في ذلك جائزة اوتن للتعليق الاجتماعي. واجهت ليبرتي ميديا الأفلاس في نوفمبر تشرين الثاني عام 2001، فأشترت مؤسسة الأكثرية النسوية المجلة، رُفضت غيليسبي والموظفين، وانتقل مقر التحرير من نيويورك إلى لوس انجلوس. كانت سابقاً تنشر مرتين في الشهر، وأصبحت المجلة تنشر ثلاثة مرات في الشهر.
في قضية ربيع 2002 بمناسبة العام ال30 للمجلة، لاحظت غلوريا ستاينم ورئيسة الأغلبية النسوية إليانور سميل بأن المجلة قادرة على زيادة «البحوث والمصادر، وتوسيع التحقيقات الصحفية، وتقديم لقرائها التجربة الشخصية التي كانت دائما مصدر حركة صحة المرأة».
في عام 2005، تحت المحررة العامة إلين افرتي، تم ترشيح مس. للجائزة الوطنية للمجلة لمقالة مارثا مندوزا «بين المرأة وطبيبها». وعلى الرغم من هذا النجاح، غادرت إلين افرتي المجلة بعد عامين فقط بعد خلافات مختلفة بما في ذلك الاتجاه التحريري على قصة غلاف ربات بيوت يائسات[15]، وتمييز الفجوة بين الأجيال أمام الموجة النسوية الثالثة والغرنج، وهو النوع الذي أُهمل كبدية معارضة لنظرية المساواة بين الجنسين.
على مر السنين أظهرت المجلة مقالات كتبهتا حول العديد من النساء والرجال في طليعة الأعمال والسياسة، والنشاط، والصحافة. وشملت الكاتبات أليس ووكر، أنجيلا ديفيس، باربرا إهرنريش، وسوزان فالودي. وقد ظهرت على الغلاف الكوميدية واندا سايكس، والفنانات سارة جونز، جين فوندا، والممثلة تشارليز ثيرون، ونور الحسين السيدة الأولى السابقة للأردن والسيناتور هيلاري رودهام كلينتون. التحقيقات الصحفية للمجلة شملت العديد من القصص التاريخية على مواضيع بما في ذلك المصانع المستغلة للعمال في الخارج، والاتجار بالبشر، والفجوة في الأجور، والخلايا الزجاجية، وتاريخ الاغتصاب، والعنف المنزلي.

## سياسة الإعلانات
في 10 كانون الثاني 2008، أصدر الكونغرس الأمريكي اليهودي بيان رسمي ينتقد فيه رفض مجلة مس. القبول منهم إعلانا على صفحة كاملة بتكريم ثلاث نساء إسرائيليات بارزات: دوريت بينيش (رئيسالمحكمة العليا في إسرائيل)، وتسيبي ليفني (وزير الشئون الخارجية لإسرائيل)، وداليا ايتسيك (متكلمة الكنيست).
وذكرت صحيفة نيويورك جويش ويك أن عددا من الحركات النسوية اليهودية، بما في ذلك مؤسسة التحالف النسوي لليهود الأرثوذكس  بلو غرينبرغ، كانت تشعر بخيبة أمل من قرار مس. برفض الإعلان.
ومع ذلك، استجابت كاثرين سبيلار، رئيسة التحرير التنفيذي لمجلة مس.على هذه الانتقادات على موقع المجلة، نافية بأن هناك أي تحيز ضد إسرائيل. وقالت إن الإعلان المقترح لا يتفق مع سياسة المجلة بقبول فقط "الإعلانات المدفوعة المهمة في المقام الأول غير الهادفة للربح، والمنظمات غير الحزبية"، مشيرة إلى أنه يمكن كان ينظر إلى الإعلان "كتفضيل لأحزاب سياسية معينة داخل إسرائيل على حساب أخرى، ولكن أيضا مع شعارها "هذه هي إسرائيل،" يعني لإعلان ضمنا بأن النساء في إسرائيل يشغلن وظائف مساوية بالقوة مع الرجال.' ذكرت كاثرين أن المجلة قد غطت الحركات النسوية الإسرائيلية والقيادات النسائية في إسرائيل ... أحد عشر مرة في سنواتها الأربع الأخيرة..

## وصلات خارجية
- Ms. Magazine official website
- Feminist Majority Foundation official website
- Alternet: "Wake Up and Smell the Estrogen -- The Return of Ms. Magazine"
- Maud Newton blog discussing the disagreement over the editorial direction for the 'Desperate Housewives' story
- Monica Lewinsky coverage on sexual misbehavior and feminism
- Feminism and the digital divide includes a critique of the Ms. magazine blogs never being updated as not effectively trying to reach out to young feminists
- Ms. Magazine Letters. Schlesinger Library, Radcliffe Institute, Harvard University.